# Walter Silva
Walter Ariel Silva (n. Buenos Aires, Argentina, 18 de noviembre de 1981) es un futbolista argentino que se desempeña como delantero y actualmente milita en Juventud del Torneo Federal B.

## Trayectoria
En febrero de 2015 llegó a Costa Rica para unirse al Limón FC donde disputó el Torneo de Verano 2015 jugando cinco partidos y anotando 2 goles.
Tras jugar en Limón FC, Silva firma con el Uruguay de Coronado para el Torneo de Invierno 2015.
Tuvo un debut soñado con el equipo lechero anotando doblete en la paliza 6-0 sobre el Aserrí FC en la primera fase del Torneo de Copa 2015.

## Clubes
| Club                      | País         | Año           | partidos | Goles |
| ------------------------- | ------------ | ------------- | -------- | ----- |
| Sportivo Italiano         | Argentina    | 2001-2003     | 13       | 0     |
| Johor Darul Takzim        | Malasia      | 2004-2011     | 85       | 63    |
| Club Atlético Unión       | Argentina    | 2012          | 8        | 0     |
| Sol de América de Formosa | Argentina    | 2013          | 14       | 6     |
| Alvarado                  | Argentina    | 2013          | 6        | 1     |
| Limón FC                  | · Costa Rica | 2015          | 5        | 2     |
| Uruguay de Coronado       | · Costa Rica | 2015          | 18       | 9     |
| Herediano                 | · Costa Rica | 2016          | 6        | 0     |
| San Carlos                | Costa Rica   | 2016          | 8        | 1     |
| Juventud                  | Argentina    | 2017-presente | 4        | 0     |